# Vlodrop

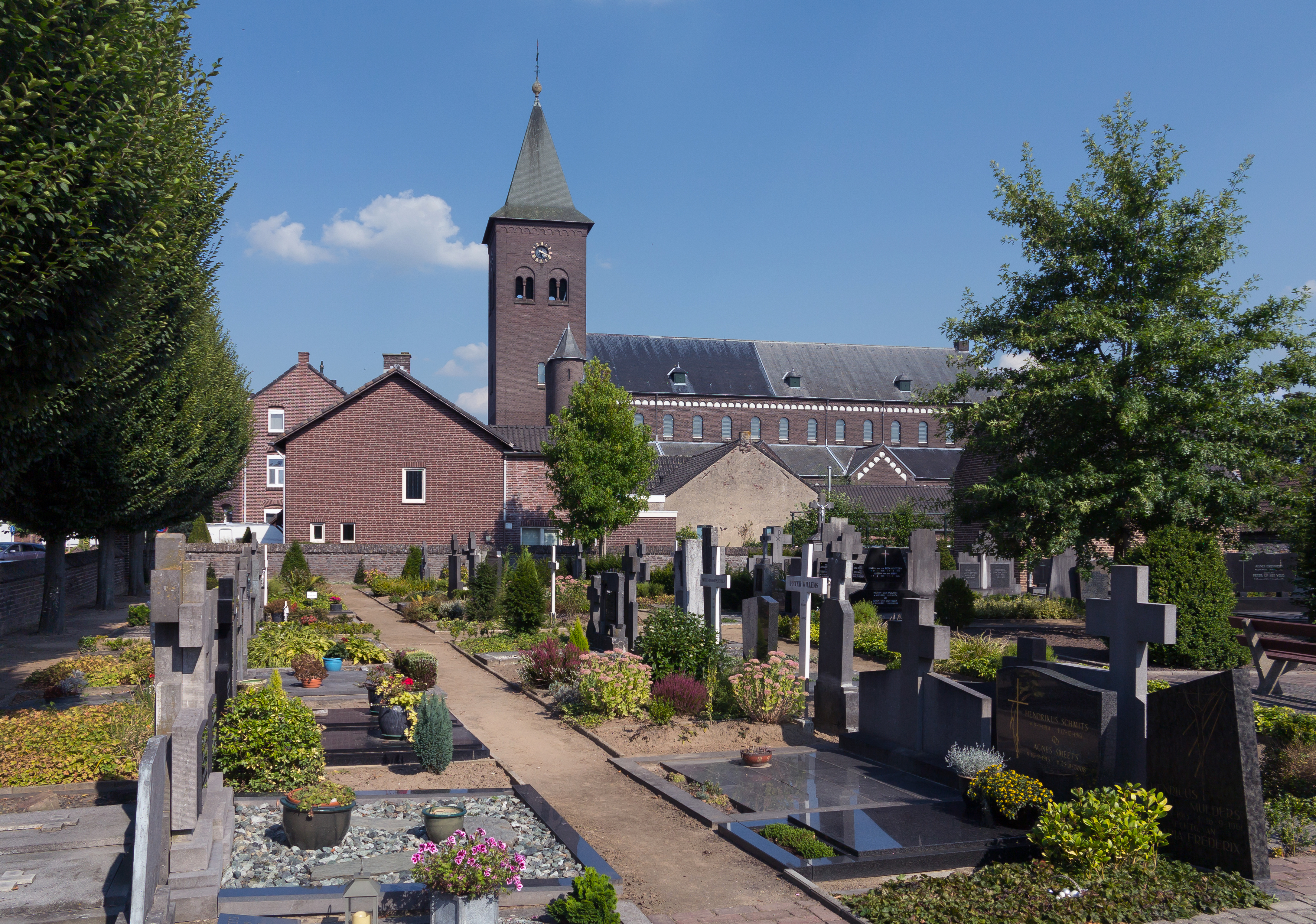
De Sint-Martinuskerk

Vlodrop (Limburgs: Vlórp) is een kerkdorp in de gemeente Roerdalen in de Nederlandse provincie Limburg. Het ligt langs de rivier de Roer, aan de Duitse grens tussen Roermond en Heinsberg.
Vlodrop bestaat uit het dorp Vlodrop, het gehucht Vlodrop-station, de buurtschap Etsberg (met de watermolen "Gitstappermolen") en daarnaast het buitengebied met een gedeelte van het Nationaal Park De Meinweg en het rijksmonument voormalig College St. Ludwig.

## Naam
De naam Vlodrop is ontstaan uit Flodorp door metathesis van de stam -dorp. Vergelijk de plaatsnaam Geldrop.

## Geschiedenis
Vlodrop heeft een lange geschiedenis. De plaats werd voor het eerst in een oorkonde genoemd in het jaar 943. De eerste bekende heer van Vlodrop was Reinier van Flodrop, grootvazal van Gelder, die omstreeks 1290 leefde. De familie Van Oedenrade bouwde en bewoonde het gelijknamige (en inmiddels verdwenen) kasteel Oedenrade. Het 14e-eeuwse Huis Triest lag langs de Roer; de laatste restanten zijn rond 1918 afgebroken.
Vlodrop hoorde na de afsluiting van de Unie van Utrecht in 1579 bij het Overkwartier of Spaans Opper-Gelre. Vanaf 1713 kwam Vlodrop samen met enkele andere gemeenten als Staats-Opper-Gelre aan de Verenigde Provinciën. Tegen het einde van de Tweede Wereldoorlog  lag het dorp wekenlang onder vuur van zowel de geallieerden als de Duitsers.

## Bezienswaardigheden
- Sint-Martinuskerk, van 1930
- Ommuurd kerkhof, aangelegd in 1782
- Kasteel Steenhuis, van 1664
- Boerderij Rentelaershof, aan Kerkbergweg 3
- Vlodroppermolen, watermolen op de Rothenbach
- Gitstappermolen, watermolen op de Rothenbach
- Sint-Ludwigcollege, van 1904, met Sint-Ludwigkapel
- De Mariakapel aan de Kerkbergweg, reconstructie uit 1995 van een 19e-eeuwse kapel. Heeft een hek van siersmeedwerk in de vorm van engelen.

Zie ook
- Lijst van rijksmonumenten in Vlodrop
- Lijst van gemeentelijke monumenten in Vlodrop

## Natuur en landschap
Vlodrop ligt in de Roerdalslenk en op het middenterras van de Maas, op een hoogte van ongeveer 30 meter. De kern ligt direct ten westen van de Roer. Ten noordoosten van Vlodrop ligt het Nationaal Park De Meinweg met uitgestrekte bossen en heidevelden. De hoogte van dit gebied loopt op tot boven de 80 meter. In het nabije Duitsland zet zich dit voort in het Effelder Wald. Ten noorden van Vlodrop ligt nog het gebied Turfkoelen en verder liggen er nog vochtige natuurgebiedjes in het Roerdal. De Rothenbach (of Roode Beek) komt vanuit het oosten, is deels grensrivier en mondt ter hoogte van Etsberg uit in de Roer.

## Economie
De voormalige staatsmijn Beatrix, gelegen in Herkenbosch, was de jongste van de kolenmijnen in Limburg. De bouw werd in 1954 begonnen om het Vlodropper kolenveld te ontginnen, maar de aanleg werd gestaakt in 1962 en de mijn is nooit in productie genomen. Het concern DSM (de voormalige Staatsmijnen) bezit echter nog steeds de concessie daartoe. In de toekomst kan de winning misschien weer rendabel worden. Dit lijkt gelet op de afspraken die in het Klimaatakkoord van Parijs zijn gemaakt niet waarschijnlijk.
Tevens bevindt zich in Vlodrop de hoofdlocatie van de attractieconstructeur Vekoma. Dit bedrijf produceert achtbanen en soortgelijke attracties.

## Transport
In de buurtschap Vlodrop-Station stond het voormalige station Vlodrop. Onduidelijk is of het traject Roermond-Dalheim van de internationale spoorlijn genaamd IJzeren Rijn uit 1879 ooit weer in gebruik genomen zal worden. Vanaf Vlodrop-station kan men in tien minuten naar Dalheim lopen, waar nu het eindstation is van treinen (zowel personen- als vrachtvervoer) uit Rheydt en Mönchengladbach.

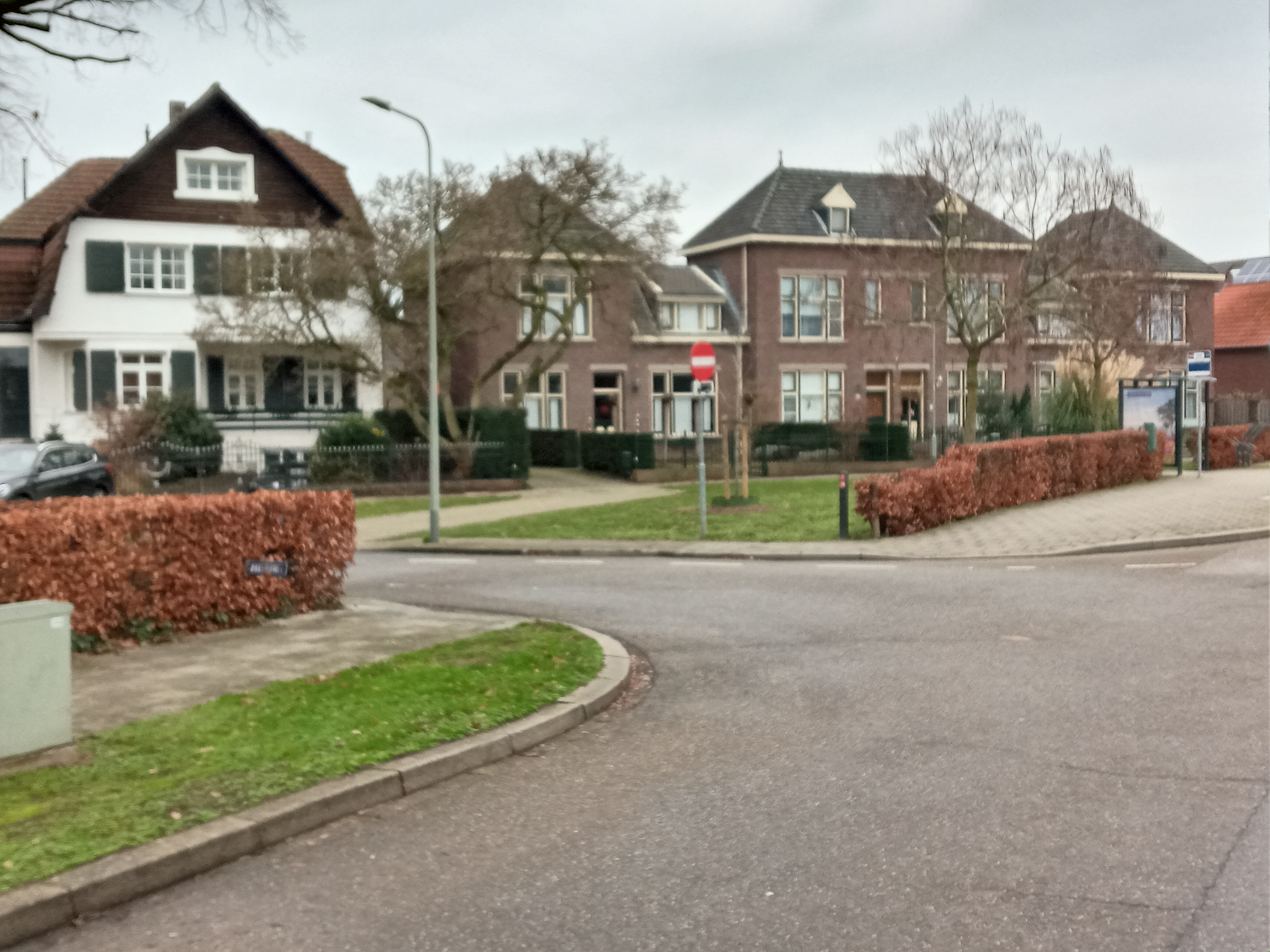
Plek waar tussen 1916 en 1932 de tramhalte lag.

Van 1916 tot 1932 had het dorp een halte aan de tramlijn Roermond - Vlodrop. De lijn kwam van Posterholt en liep over de Bakhuisweg, de Weg achter het Koebroek en de Angsterweg. De tramhalte lag aan het begin van de Angsterweg, had drie sporen en een los- en laadweg met veelading. Er reden vier trams per dag en een rit naar Station Roermond duurde 50 minuten. In 1917 was afgesproken dat de lijn doorgetrokken zou worden naar Wassenberg over Effeld en Birgelen, maar dit is uiteindelijk niet uitgevoerd vanwege de Eerste Wereldoorlog. De naam van verpleeghuis Aan de Tram herinnert nog aan deze geschiedenis.

## TM-beweging
Het voormalig College St. Ludwig, nu een rijksmonument maar oorspronkelijk een Franciscaans kloostercomplex met jongensinternaat, was de residentie van Maharishi Mahesh Yogi, de grondlegger van de Transcendente-Meditatie-beweging, tot zijn overlijden op 5 februari 2008. Het gebouw diende ook als wereldhoofdkwartier van de TM-beweging. Tussen de Maharishi-organisatie en enkele dorpsbewoners, verenigd in de Stichting Burgercomité St. Ludwig, ontstond een conflict nadat de Maharishi-organisatie het rijksmonument op woensdag 12 september 2001 illegaal begon te slopen om te kunnen vervangen door een nieuw gebouwencomplex. Dit voortslepende conflict werd jarenlang juridisch uitgevochten tot aan de Raad van State toe, die op 20 december 2014 een (tussen)uitspraak deed in een door de Stichting Burgercomité St. Ludwig aangevraagde voorlopige voorziening waaruit kan worden afgeleid dat het ingestelde hoger beroep geen stand zal houden. De Raad van State is het in zekere zin eens met de gemeente Roerdalen dat sloop van het rijksmonument St. Ludwig is toegestaan, omdat er geen andere bestemming kon worden gevonden en herstel van het voormalig kloostercomplex, door de eigenaar geraamd op vele tientallen miljoenen euro's, financieel onhaalbaar blijkt te zijn. In Vlodrop werd eigen geld geaccepteerd dat uitgegeven wordt door de TM-beweging, in samenwerking met Fortis Bank: de Raam (1 raam = 10 euro).
Bij het rijksmonument voormalig College St. Ludwig ligt in het bos ook een begraafplaats met begraafplaatskapel: de Sint-Ludwigkapel.

## Bekende Vlodroppers
- Lodewijk Henzen (1843-1912), beeldhouwer
- Gerard Krekelberg (1864–1937), onderwijzer en tekstdichter
- Maharishi Mahesh Yogi (1918-2008), goeroe
- Frans Feij (1926-2010), burgemeester
- Martin Smeets (1937–2005), burgemeester

## Nabijgelegen kernen
Dalheim-Rödgen, Effeld, Posterholt, Sint Odiliënberg, Herkenbosch, Roermond.